# Gerhard Bohlmann
Gerhard Bohlmann (* 18. Dezember 1878 in Königsberg i. Pr.; † 19. Februar 1944 in Berlin) war ein deutscher Schriftsteller und Journalist.

## Leben
Bohlmann war Sohn des Direktors der Union Gießerei Königsberg. Er studierte in Berlin und Königsberg Philologie und Germanistik. 1909 wurde er Mitglied der Burschenschaft Germania Königsberg. Er meldete sich 1914 als Kriegsfreiwilliger und wurde mit dem Eisernen Kreuz I. Klasse ausgezeichnet. Er legte nach Kriegsende das Staatsexamen ab und arbeitete zunächst als Feuilleton-Redakteur bei der Königsberger Allgemeinen Zeitung. 1921 heiratete er in Quednau Margarete Meyrahn. 1924 ging er von Königsberg nach Berlin zur Telegraphen-Union. Nach deren Fusionierung mit anderen Nachrichtenagenturen in der Zeit des Nationalsozialismus arbeitete er bis zu seinem Tod 1944 beim Deutschen Nachrichtenbüro.
Bohlmann verfasste seinen ersten Roman erst mit über 50 Jahren. In seinen Büchern wandte er sich vor allem historischen Themen zu – vom Frühmittelalter (Der vergessene Kaiser) bis zum Dreißigjährigen Krieg (Wallenstein ringt um das Reich). Die Bücher erlebten Nachauflagen bis Ende der 1950er Jahre. Erst 2015 – unmittelbar nach Freiwerden der Autorenrechte – erschienen alle vier Werke Bohlmanns wieder, diesmal als E-Books im dänischen Verlagshaus Saga Egmont.

## Werke
- 1932: Die silberne Jungfrau – über Leben und Tod der Jeanne d’Arc
- 1934: Der vergessene Kaiser – über Kaiser Diokletian sowie römische und germanische Geschichte des 3. Jahrhunderts
- 1937: Wallenstein ringt um das Reich – über Albrecht von Wallenstein und seine Zeit
- 1942: Die Entscheidung – ist eine Wallenstein ringt um das Reich entnommene und neu bearbeitete Novelle